# جائزة كندا الكبرى 1985
جائزة كندا الكبرى 1985 هو سباق فورمولا 1 أقيم بتاريخ 16 يونيو 1985 في حلبة جيل فيلنوف، مونتريال، كندا. كان الخامس من أصل 16 في بطولة العالم لسباقات الفورمولا واحد موسم 1985. حلّ الإيطالي ميكيلي ألبوريتو أولا بينما جاء السويدي ستيفان يوهانسون في المركز الثاني وحصل على المركز الثالث الفرنسي ألن بروست.